# 카라 음보지
세리뉴 모두 카라 음보지(프랑스어: Serigne Modou Kara Mbodji, 1989년 11월 22일 ~ )는 세네갈 국가대표팀에서 뛰고 있는 세네갈의 프로 축구 선수이다. 그는 수비수, 수비형 미드필더 또는 중앙 미드필더로 배치될 수 있다.

## 구단 경력

### 트롬쇠
15세에 음보지는 세네갈 다카르에 있는 딤바르 아카데미에 가입했다. 2010년 2월 2일, 그는 노르웨이 클럽 트롬쇠 IL에 가입했다. 엘리테세리엔에서 3시즌 동안, 그는 팀의 최우수 선수상과 챔피언십의 두 번째 최우수 선수상을 받았다.

### 헹크
2012년 12월 31일, 음보지는 140만 유로의 이적료로 KRC 헹크에 입단했다. 정기적으로 헹크에서 수비를 시작하여 2012-13 시즌 벨기에 컵에서 우승한 후, 그의 계약은 2018년 6월까지 연장되었다.

### 안데를레흐트
2015년 8월 7일, 그는 RSC 안데를레흐트에 450만 유로에 입단하여 2019년 6월까지 4년 계약을 체결했다. 2017년 8월, 그는 클럽과 2020년까지 계약 연장에 합의했다. 클럽에 있는 동안 그는 97경기에 출전하여 7골을 기록했다.

#### 낭트로의 임대
2018년 8월 30일, 음보지는 2018-19 시즌을 위해 리그 1의 FC 낭트로 임대 이적했다. 낭트는 또한 그와 영구 계약할 수 있는 옵션을 확보했다. 그의 임대는 2019년 1월, 음보지가 출전 시간 부족을 이유로 일찍 끝났다.

### 알사일리야
2019년 7월 20일, 알사일리야는 카라 음보지와 안데를레흐트에서 3시즌 계약을 체결했다.

## 국가대표팀 경력
음보지는 2012년 하계 올림픽에서 세네갈 U-23 국가대표팀의 일원이었다. 그는 2015년 아프리카 네이션스컵에서 세네갈 국가대표팀의 선수단에 포함되었고, 그 팀의 조별 리그 2차전에서 남아프리카 공화국과 1-1로 비겼다.
2018년 6월, 그는 러시아의 2018년 FIFA 월드컵에 참가할 세네갈의 23인 선수단에 이름을 올렸다.